# 帯板
帯板（おびいた）とは、和服を着用する際に帯の形を整えるために使う小物。別名：前板。
帯を締めたとき、特に帯締めを使う場合に前帯にしわが寄って見苦しくならないようにするため、また、柔らかい帯の張りを出すためにも使われる道具である。帯を締める際に前面に挟み込むか、帯を締める前に長じゅばんの上につけて使用する。
厚紙などを芯に布を張って作る板状の小物で、プラスチック製のものもある。幅、長さは前帯に隠れるサイズであるが、種類があり、大人の手のひらに余るぐらいの大きさの女児用のものから、帯の前面全体を抑えられる大きさのものまである。
1929年ごろ名古屋帯が商品化され、その後、芯を入れない八寸名古屋帯も考案され、これらの発展とともに帯板が生まれたといわれている。
昭和30年代前半までの写真や映画の和装では帯板を使っていない着付けがほとんどであり、この頃の着付け指南にも帯板の記述はないが、昭和35年の和裁書には着付けにおいて帯板を使う旨指示する記述がみられる。
昭和50年代頃までは、名古屋帯の胴回りの部分に、帯板を入れるためのポケットをつけて仕立てられることがあった。
近年は上端にレースが取り付けられて帯の上から見せるようになっているものも登場しており、これは着付けの補助具というだけでなく装飾の役目も果たす。